# Pascal Beltrán del Río
Pascal Humberto Beltrán del Río Martín (Lansing, Míchigan, 11 de abril de 1966) es un periodista mexicano. Desde 2006, es director editorial del diario mexicano Excélsior. Ha ganado dos veces el Premio Nacional de Periodismo de México en la categoría de entrevista, en las ediciones 2003 y 2007.

## Trayectoria
En 1986 ingresó en la entonces Escuela Nacional de Estudios Profesionales Acatlán de la Universidad Nacional Autónoma de México, donde se licenció en Periodismo y Comunicación Colectiva.
De 1988 a 2003 colaboró en la revista Proceso. Durante su trabajo en el semanario, publicó el libro Michoacán, ni un paso atrás (1993), enviado especial en Asia Central y Medio Oriente, donde cubrió las repercusiones de los atentados terroristas de septiembre de 2001 y la invasión de Irak; corresponsal en Washington D. C. (1994-1999) y subdirector de Información (2001-2003).
En octubre de 2003 publicó el texto Historias de Guerrilleros basado en entrevistas en la cárcel con Jacobo Silva Nogales ("Antonio") y Gloria Arenas Agís ("Aurora"), miembros del Ejército Revolucionario del Pueblo Insurgente (ERPI). Por este trabajo ganó por primera vez el Premio Nacional de Periodismo.
De enero de 2004 a julio de 2005 trabajó en La Revista, publicación semanal del diario El Universal, donde escribía la columna «Contratiempo». De septiembre de 2005 a enero de 2006 se desempeñó como editor de política del periódico El Economista.
Fue conductor del noticiario Antena Radio Primera Emisión, del Instituto Mexicano de la Radio (IMER), de octubre de 2003 a octubre de 2006. Ha sido comentarista de las cadenas Radio Trece, Radio Fórmula e Imagen. También ha sido conductor de espacios de televisión, en CadenaTres, donde colaboró con el segmento «La Silla de Excélsior». De mayo de 2007 a diciembre de 2008, condujo el programa de entrevistas Así se habla.
Desde marzo de 2006, es Director Editorial de Excélsior, donde escribe la columna dominical «Bitácora del Director», donde comenta temas de actualidad, generalmente políticos, aunque también escribe sobre decisiones editoriales. Asimismo, ha colaborado en las revistas mexicanas Letras Libres y Nexos; y el diario argentino La Nación.
En septiembre de 2007, Beltrán del Río entrevistó en Moscú al ex espía de la KGB, Oleg Nechiporenko, quien hizo labores de contrainteligencia en México entre 1961 y 1971. Dicha entrevista mereció el Premio Nacional de Periodismo de México.
Beltrán del Río también ha sido profesor de periodismo en la Universidad Iberoamericana, donde impartió durante tres años el Taller de Periodismo del Departamento de Comunicación.

## Controversias

### Presunta censura en el periódico Excelsior
Como director del periódico Excélsior, ha sido parte del cuerpo administrativo que ha censurado la información u opiniones dentro de Excelsior y Grupo Imagen. El periodista Martín Moreno, investigó uno de estos actos de censura sobre la violencia en Tamaulipas en el sexenio de Enrique Peña Nieto.

### Caso Chalchihuapan en el gobierno de Rafael Moreno Valle
El mismo modo, en un operativo en Chalchihuapan, Puebla en el cual murió un niño herido por una bala de goma disparado por la policía estatal bajo el mano de Facundo Rosas, exsecretario de seguridad pública de Puebla, Pascal Beltrán del Río defendió la versión del entonces gobernador Rafael Moreno Valle y poniendo en duda que la bala haya sido disparada por la policía. Un video demostró que efectivamente, la bala salió de las fuerzas estatales.

### Caso NXIVM
El periódico que dirige Beltrán del Río tampoco publicó nada sobre la secta NXIVM propiedad de Keith Raniere y cuyo representante en México es Emiliano Salinas, hijo del expresidente Carlos Salinas de Gortari. Emiliano Salinas, estaba al tanto de los abusos sexuales de Raniere dentro de NXIVM.